# Makin' the Changes
Makin' the Changes è un album di Jackie McLean, pubblicato dalla New Jazz Records nell'agosto del 1960.

## Tracce
Lato A
1. Bean and the Boys – 8:30 (Coleman Hawkins) – Registrato il 15 febbraio 1957 al Van Gelder Studio di Hackensack, New Jersey
2. What's New – 7:07 (Bob Haggart, Johnny Burke) – Registrato il 15 febbraio, 1957 al Van Gelder Studio di Hackensack, New Jersey[1]
3. I Never Knew – 2:57 (Gus Kahn, Ted Fiorito) – Registrato il 15 febbraio 1957 al Van Gelder Studio di Hackensack, New Jersey

Durata totale: 18:34
Lato B
1. I Hear a Rhapsody – 5:05 (Dick Gasparre, George Fragos, Jack Baker, Richard Bard) – Registrato il 15 febbraio 1957 al Van Gelder Studio di Hackensack, New Jersey
2. Jackie's Ghost – 5:25 (Ray Draper) – Registrato il 30 agosto 1957 al Van Gelder Studio di Hackensack, New Jersey
3. Chasin' the Bird – 6:34 (Charlie Parker) – Registrato il 30 agosto 1957 al Van Gelder Studio di Hackensack, New Jersey

Durata totale: 17:04

## Musicisti
Bean and the Boys / I Never Knew / What's New / I Hear a Rhapsody
- Jackie McLean - sassofono alto
- Mal Waldron - pianoforte
- Arthur Phipps - contrabbasso
- Art Taylor - batteria

Jackie's Ghost / Chasin' the Bird
- Jackie McLean - sassofono alto
- Webster Young - tromba
- Curtis Fuller - trombone
- Gil Coggins - pianoforte
- Paul Chambers - contrabbasso
- Louis Hayes - batteria

- Le note di retrocopertina del CD della Original Jazz Classics Records (2006, 00025218619721) riporta come data di registrazione del brano What's New, il 30 agosto 1957[2].